# تک‌گیر
بیماری تک‌گیر (به انگلیسی: Sporadic disease) اصطلاحی در اپیدمیولوژی بیماری است. این اصطلاح به یک بیماری گفته می‌شود که به ندرت، به‌طور تصادفی، نامنظم یا گاه گاه در چند مکان بدون ارتباط و بدون الگوی زمانی و مکانی قابل تشخیص رخ می‌دهد، این نوع بیماری خلاف اصطلاح بیماری همه گیر است زیرا همه‌گیری در یک مکان و منطقهٔ مشخصی رخ می‌دهد. نوع بیماری‌ها بسیار موارد اندک (مجرد یا خوشه‌ای) هستند و آنقدر در زمان و مکان جدا شده‌ای رخ می‌دهند که درک منبع ابتلا بیماری یا عفونت به سختی صورت می‌گیرد و می‌تواند به اپیدمی یا پاندمی تبدیل شود.